# 4.ª Divisão de Infantaria (Alemanha)
A 4ª Divisão de Infantaria (em alemão: 4. Infanterie Division) foi uma divisão da Alemanha durante a Segunda Guerra Mundial.

## Comandantes
| Comandante                         | Data                                             |
| ---------------------------------- | ------------------------------------------------ |
| Generalleutnant Erich Raschick     | (15 de Outubro de 1935 - 10 de Novembro de 1938) |
| General der Kavallerie Eric Hansen | (10 de Novembro de 1938 - 15 de Agosto de 1940)  |

## Oficiais de Operações (Ia)
- Oberstleutnant Claus Kühl (10 de Novembro de 1938 - 10 de Junho de 1940)
- Hauptmann Georg Metzke (11 de Junho de 1940 - 15 de Agosto de 1940)

## História
O 4.Infanterie-Divisão foi formado em 1 de outubro de 1934 em Dresden. Originalmente era conhecida por Wehrgauleitung Dresden. Pouco tempo depois de a unidade ter sido criada, foi dado o nome de Artillerieführer IV. As unidades orgânicas regimental desta divisão foram formados pela expansão da 10. (Sächsisches) Infanterie-Regiment do 4.Division da Reichswehr.
O 4.Infanterie-Division participou na Invasão da Polônia em 1939 e depois, em 1940 na Frente Ocidental. Durante a campanha na França em 1940, a 4. Infanterie-Division seguiu por trás da armadura de avanço decisivo em Sedan. Mais tarde, em 1940, depois dos combates terem terminado na França, o 4.Infanterie-Division foi convertido na 14.Panzer-Division.

## Áreas de Operações
- Polônia (Setembro 1939 - Maio 1940)
- França (Maio 1940 - agosto 1940)